# 派厄尼爾鎮區 (堪薩斯州葛蘭姆縣)
派厄尼爾鎮區（英語：Pioneer Township）為位在美國堪薩斯州葛蘭姆縣的鎮區。2010年美国人口普查中該鎮區人口有34人。

## 地理
派厄尼爾鎮區涵蓋面積160.96平方（62.15平方英里）。根據美國地質調查局的資料，此鎮區包含4座墓園：布坎南布朗墓園（Buchanan Brown Cemetery）、麥克法蘭墓園（McFarland Cemetery）、普雷里戴爾墓園（Prairie Dale Cemetery）以及維特菲爾德墓園（Whitfield Cemetery）。

## 外部連結
- USGS Geographic Names Information System (GNIS) （页面存档备份，存于）
- US-Counties.com
- City-Data.com （页面存档备份，存于）